# Jožef Erker
Jožef Erker, slovenski rimskokatoliški duhovnik in liturgik, * 13. julij 1851, Stara Cerkev, † 18. avgust 1924, Kočevje.

## Žiljenje in delo
Sveto mašniško posvečenje je prejel 1873, bil nato kaplan v Cerknici (1873-1875), nekaj mesecev dvorni, potem do 1890 stolni kaplan, sedem let spiritual v semenišču, od 1897 stolni kanonik v Ljubljani. Objavil nekaj govorov in izdal: Svete molitve z odpustki (Lj. 1883) in Enchiridion liturgicum (Lj. 1896, 2. izd. 1910).